# 埃勒霍普
埃勒霍普（德語：Ellerhoop）是德国石勒苏益格－荷尔斯泰因州的一个市镇。总面积10.80平方公里，总人口1446人，其中男性722人，女性724人（2011年12月31日），人口密度134人/平方公里。